# Hans Kloss (gra komputerowa)
Hans Kloss – komputerowa gra labiryntowa, stworzona przez Dariusza Żołnę i wydana w 1992 roku w Polsce przez firmę LK Avalon na ośmiobitowe komputery Atari. W 1993 roku wydana została wersja na komputery Commodore 64, której autorem był Janusz Dąbrowski. Gracz kieruje Hansem Klossem, bohaterem znanym z serialu telewizyjnego Stawka większa niż życie, którego zadaniem jest odnalezienie planów tajnej broni w hitlerowskim bunkrze – Wilczym Szańcu – w czasie II wojny światowej.
Hans Kloss odniósł sukces wśród polskich graczy dzięki wykorzystaniu znanej postaci, a także dobrej jak na ówczesne czasy kampanii promocyjnej. Recenzenci w prasie chwalili ciekawą i urozmaiconą rozgrywkę oraz wysoką jakość oprawy graficznej i muzycznej.

## Rozgrywka
Zadaniem gracza jest odnalezienie 21 fragmentów planów tajnej broni hitlerowskiej (pocisku V1), schowanych w sejfach rozmieszczonych w podziemiach Wilczego Szańca, oraz pieczęci ukrytej w jednej z komnat. Ukończenie gry wymaga odnalezienia drogi w przypominających labirynt korytarzach bunkra; na drodze gracza często stają zamknięte drzwi, które można otwierać znalezionymi kluczami, jednak każdy klucz jest jednorazowego użytku.
U dołu ekranu znajdują się dwa liczniki, wyrażające stopień głodu i pragnienia głównego bohatera. Liczniki maleją w miarę upływu czasu, a jeśli jeden z nich spadnie do zera – następuje koniec gry. Stan liczników można uzupełniać za pomocą znalezionych w bunkrze udźców baranich oraz kubków z kawą. Niebezpieczeństwo stanowią także pojawiające się od czasu do czasu miny samobieżne Goliath; bliski kontakt z miną powoduje szybki spadek wartości obu liczników. Oprócz tego w bazie rozmieszczone są automatyczne karabiny maszynowe, w pobliżu których znajdują się czujniki ruchu. Dotknięcie czujnika powoduje wystrzał karabinu i natychmiastową śmierć bohatera, chyba że czujnik zostanie wcześniej tymczasowo wyłączony za pomocą znalezionego przycisku.

## Historia
Gra została zaprogramowana przez Dariusza Żołnę, który miał już wówczas za sobą kilka prostych gier opublikowanych w piśmie Tajemnice Atari, jednak miał ambicję stworzyć „coś większego i bardziej interesującego”. Zdecydował się osadzić akcję swej nowej produkcji w realiach swojego ulubionego serialu telewizyjnego – Stawki większej niż życie. Gra Hans Kloss powstawała przez pół roku; Żołna, wówczas uczeń klasy maturalnej, tworzył ją głównie po lekcjach, czasem do późna w nocy. Animację bohatera i ekran tytułowy stworzył Sebastian Michna, muzykę – Daniel Kleczyński, projektantem poziomów był Bartek Gałązka. Dariusz Żołna, oprócz programowania, stworzył też część grafiki gry. Za pomocą programu Game Graphics Editor, udostępnionego mu przez LK Avalon, wykonał grafikę tła oraz min samobieżnych. Do stworzenia czcionek i wizerunku planów pocisku V1 wykorzystał napisany przez siebie program Jet Font Editor. Obrazek pocisku został ręcznie przekopiowany z książkowej ilustracji.
Choć ani Żołna, ani LK Avalon nie posiadali zgody na wykorzystanie postaci Hansa Klossa, ówczesna sytuacja prawna wydawała się pozwalać na swobodne wydanie gry. Postać Klossa pojawiła się bowiem po raz pierwszy w 1965 roku (w spektaklu telewizyjnym Stawka większa niż życie), a według przepisów we wczesnych latach 90. prawo autorskie chroniło dzieła przez okres 20 lat od pierwszego rozpowszechnienia. Później okazało się jednak, że praw do postaci nie posiadała telewizja publiczna, tylko autorzy scenariusza, co wymuszało inne zasady obliczania okresu działania praw autorskich. Między innymi z powodu tych wątpliwości nie powstał pełnoprawny sequel gry – Żołna stworzył jednak później podobną do niej grę Spy Master, której głównym bohaterem był wnuk Klossa.
Po wydaniu Hansa Klossa Żołna pracował dalej nad grami komputerowymi. Dzięki zdobytemu doświadczeniu jego kolejne produkcje na Atari (The Jet Action, Digi Duck) powstawały w ciągu jednego albo dwóch miesięcy. Później tworzył gry na komputer PC, współpracując m.in. z firmą TopWare Interactive.

## Odbiór
Ówczesna prasa ciepło oceniała grę. W „Tajemnicach Atari” recenzent określił ją jako „niezwykle interesującą i wciągającą” i chwalił urozmaicenie gry oraz dobrą jakość oprawy graficznej i muzycznej. Jedyną wymienioną wadą był mało oryginalny pomysł umieszczenia gry w labiryncie. Recenzent pozytywnie skomentował też występujące w grze humorystyczne akcenty – np. gdy Kloss zostanie przekarmiony, wymiotuje. W magazynie „Top Secret” gra otrzymała ogólną ocenę 4/5, przy czym muzykę oceniono na 2/5, a grafikę na 4/5. Wersja gry na Commodore 64 została dość pozytywnie oceniona przez magazyn „Secret Service” pod względem grafiki i muzyki; zastrzeżenia recenzenta wzbudziła jedynie „nieadekwatnie powolna” animacja skoku oraz nieobecność muzyki poza ekranem tytułowym. Gra doczekała się pochwalnej recenzji w brytyjskim czasopiśmie „New Atari User”, w której została uznana za jedną z najlepszych gier swego gatunku dostępną na platformę Atari.
Dariusz Żołna zarobił na grze w sumie kilkadziesiąt milionów starych złotych, co stanowiło dla niego spory zastrzyk finansowy.